# Ethnikos drymos Ainou
Ethnikos drymos Ainou este o arie protejată (arie specială de conservare — SAC, sit de importanță comunitară — SCI) din Grecia întinsă pe o suprafață de 2.903,14 ha, integral pe uscat.

## Localizare
Centrul sitului Ethnikos drymos Ainou este situat la coordonatele 38°08′26″N 20°39′56″E / 38.140619°N 20.665489°E.

## Înființare
Situl Ethnikos drymos Ainou a fost declarat sit de importanță comunitară în august 1996 pentru a proteja 2 specii de animale. Situl a fost protejat și ca arie specială de conservare în martie 2011.

## Biodiversitate
Situată în ecoregiunea mediteraneană, aria protejată conține 3 habitate naturale: Matorral arborescenți cu Juniperus spp., Grohotișuri est-mediteraneene, Pante stâncoase calcaroase cu vegetație casmofită.
La baza desemnării sitului se află mai multe specii protejate de  reptile (2): țestoasă bănățeană (Testudo hermanni), elaphe situla (Zamenis situla)
Pe lângă speciile protejate, pe teritoriul sitului au mai fost identificate 19 specii de plante, 40 de specii de păsări, 16 specii de mamifere, 7 specii de reptile.